# IC 1706
IC 1706 ist eine Spiralgalaxie vom Hubble-Typ Sd im Sternbild Fische auf der Ekliptik. Sie ist schätzungsweise 295 Millionen Lichtjahre von der Milchstraße entfernt.
Das Objekt wurde am 18. Januar 1896 von Stéphane Javelle entdeckt.